# 国分氏 (陸奥国)
国分氏（こくぶんうじ、こくぶんし）は、南北朝時代から戦国時代の末まで陸奥国の陸奥国分寺付近から宮城郡南部に勢力を張った武士（国衆）の一族である。戦国時代末に伊達氏から当主として国分盛重を迎えて伊達氏に臣従することとなったが、慶長元年（1596年）に伊達政宗の不興を買い、大名としての国分氏は滅んだ。

## 概要
江戸時代の系図によれば国分胤通が鎌倉時代に宮城郡国分荘を領したのが初めだが、藤原北家秀郷流長沼氏一族の僧が婿に入って創始したとの伝えもあり、正確なところは不明である。
南北朝時代に現れる国分氏は前述の藤原北家秀郷流で、国分寺郷を領し、戦国時代には近隣の土豪を従えて宮城郡南部から名取郡まで勢力を伸ばした。居城としては千代城（仙台城の前身）、小泉城（若林城の前身または近接地）、松森城が伝えられる。北で留守氏と対抗し、南で伊達氏に面して和戦があった。
戦国時代の終わりに伊達氏から当主として国分盛重を迎えて伊達氏に従属したが、家臣には盛重に反抗する者があった。1596年に政宗は盛重を追放し、国分の家臣団を伊達家の直属にした。盛重は佐竹氏に身を寄せ、子孫は秋田久保田藩で親類衆として幕末まで存続した。
伊達氏の家臣としては信濃国小県郡国分庄を発祥で藤原姓と称した国分氏があり、これは仙台藩に太刀上の家格で続いたが、本稿で述べる国分氏とは別である。

## 出自をめぐる問題
国分胤通が陸奥国の国分荘を得たことを記すもっとも古い史料は元禄16年（1703年）成立の『伊達正統世次考』である。陸奥国の国分氏に関する系図はこれと同じく、平氏の流れをくむ千葉介常胤の五男、国分胤通が奥州藤原氏討滅時の戦功により宮城郡国分荘を賜ったことを起源とするといい、『封内風土記』など地誌類の記述も同じである。系図の一つ、佐久間義和が編集した「平姓国分系図」は、胤通が郷六に築城したと伝える。古内氏所蔵の「平姓国分系図」も胤通を祖とするが、二つの系図には胤通の次から戦国時代の宗政の前まで、一致する人名がない。また、下総国の国分氏に伝わる系図と比べても、『吾妻鏡』に出てくるような公知の箇所を除けば一致点がない。系譜の途中で血統の入れ替えがあったためではないかと推測する説もあるが、諸系図の信頼性は低いと言わざるをえない。
戦国時代に書かれた留守氏の重要史料『奥州余目記録』は、長沼氏の一族である僧が、有能なため婿養子になったのが国分氏だと述べている。それによれば、小山氏、白河氏、登米氏、八幡氏、国分氏は一族だという。小山氏・白河氏は藤原秀郷の子孫であって、平姓千葉氏系ではない。同時代史料として、室町時代の神社の棟札に国分氏の分かれである郷六氏が建立の記録を残しており、そこに現れる国分氏は藤原朝臣で長沼を称している。
これと別に、佐久間「平姓国分系図」には長沼氏でなく結城氏が国分氏の養子に入って国分胤親になったとする箇所がある。「古内氏系図」にも「結城朝光十二世国分治郎宗弘」と見える。結城朝光は結城氏の祖である。江戸時代の地誌には、結城七郎が南北朝時代に小泉城にいたとか、茂ヶ崎城にいたとか、あるいは杭城を落としたとあり、結城氏の活動が知られる。
以上をふまえて出される諸説には、まず鎌倉時代に国分胤通を祖とする国分氏が陸奥国にいたという説と、胤通との関係を否定して単に不明とする説がある。ついで、南北朝時代以降の国分氏について、長沼氏系とする説と、結城氏系であるとする説がある。平姓国分氏がそのまま続いたとする説はない。

## 南北朝時代
陸奥国の国分氏で同時代的史料に初めて現れる人物は南北朝時代の国分淡路守で、文和2年（1353年）8月29日付で奥州管領の斯波家兼の下僚が国分淡路守に命じた文書に出てくる。それは、石川兼光が新たに与えられた宮城郡南目村の支配が本主の沢田氏に妨害されているので、南目村を石川氏の代官に引き渡すよう命じるものであった。国分氏がこの任務を与えられたのは、遠く離れた石川郡にいた石川氏と異なり、彼が南目村の近くにある国分寺郷に領地を持ち、そこに居館をおいていたからであろう。翌年12月20日付で斯波家兼は石川兼光に南目村を預け置いたと知らせており、国分氏の働きの成果と思われる。
国分氏はこれ以前の観応元年（1350年）から翌2年（1351年）の岩切城合戦で吉良貞家に味方して、勝利した。『奥州余目記録』は、敗れた畠山国氏についた留守殿が負け大将の味方で分限を下げたと述べるとともに、別のところで、国分は勝ち大将の味方を致し威勢を増したと記す。しかしその後、国分淡路守は国分寺郷の半分の地頭職を取り上げられ、その半分は、貞治2年（1363年）7月11日に相馬胤頼に与えられた。国分氏はやがてその領地を取り戻した。

## 戦国時代
戦国時代に国分氏は近隣の小さな武士を服属させて、現在の仙台市都心部と周辺から、北は松森、山村（以上現在の仙台市泉区）、西は芋沢、上愛子、下愛子、熊ヶ根、作並（青葉区西部の旧宮城町地区）まで、宮城郡南部を支配した。その一族・家臣には、郷六氏（森田氏）、八乙女氏、北目氏、南目氏、朴沢氏、鶴谷氏、松森氏、秋保氏、粟野氏、古内氏、坂本氏、白石氏、堀江氏があったという。
この過程で、国分氏は宮城郡北部で勢力を伸ばしつつあった留守氏、南から勢力を伸ばしてきた奥羽最大勢力の伊達氏と衝突した。留守氏は、国分氏に奪われた領土の奪還のために大崎氏の力を借りるべく、大崎の当主持詮の弟直兼を招いて居城岩切城を明け渡した。直兼は留守氏のためには働かず、かえって国分氏の婿になって宮城郡から名取郡に及ぶ自己の勢力を築こうとした。不満を抱いた留守氏は持詮に訴えて直兼を追放した。
伊達氏の記録によれば、国分盛行は伊達成宗と応仁元年（1467年）から文明4年（1472年）までの間に3度戦ってようやく和睦した。永正3年（1506年）かそれより少し前には、小鶴で留守氏と国分氏の軍が合戦して、国分の勇者、長命別当の備えが打ち破られるということがあった。天文5年（1536年）に伊達稙宗が大崎氏の内紛に介入したときには、国分宗綱が伊達氏に従って兵を出した。この宗綱を国分宗政にあてる説がある。江戸時代の史書では、天文5年かその翌年に、伊達氏の武将懸田義宗が国分氏の援助に派遣されて千代城に入ったが、留守景宗によって連絡を遮断されて苦境に陥ったとされる。この頃、国分氏は松森城を居城にしていたらしい。その後、今度は伊達氏で天文の乱（1542年 - 1548年）が起きると、国分宗綱は稙宗側につき、晴宗についた留守景政と天文11年（1542年）11月に松森で戦った。ここまでの国分氏は、伊達氏の強い影響下にあったものの、家臣ではなかった。

## 国分盛重の入嗣と国分氏滅亡
天正5年（1577年）に、国分氏は伊達晴宗の子、輝宗の弟にあたる伊達政重を「代官」に迎えた。国分盛氏に子がなかったためとも、子の盛顕がいる時に乗り込んだともされるが、詳しい事情は不明である。後に政重は国分盛重と名乗り、国分氏家臣団を率いる伊達氏の武将となった。盛重を迎えたのは家臣の堀江掃部允であったが、天正15年（1587年）に堀江伊勢守（同一人物説もある）が2度にわたって反乱を起こした。最初は留守政景（留守氏に入嗣した盛重の実兄）の援助で鎮めたが、再度の反抗で伊達政宗は堀江の肩を持ち、盛重を討とうとした。盛重は謝罪して許されたが、政宗の居城である米沢に留められ、国分領に政宗の支配が直接及ぶようになった。
天正18年（1590年）までに、留守政景も国分盛重も実質的に伊達政宗の武将になっており、その年に政宗が豊臣秀吉に降伏すると同時に主君を通じて間接的に秀吉に服属したはずであった。しかし秀吉は奥州仕置で留守氏だけを独立した大名とみなし、不服従を理由に取り潰した。国分氏は伊達氏の家臣とみなされたため存続したとはいえるものの、慶長元年（1596年）に盛重が出奔して佐竹氏に身を寄せたため、大名としての国分氏は滅んだ。
国分の家臣は伊達氏直属になり、慶長5年（1600年）には国分衆として一部隊をなし、最上氏への援軍に加えられた。彼らの一部は江戸時代にも国分氏に仕えていた頃の伝統を引き継ぎ、白山神社の祭礼に奉仕した。旧臣の中には、百姓になって土着したもの、町人になって新しく作られた仙台の城下町に移り住んだものもあった。
盛重の実の男子は3人あり、うち2人は僧になってそれぞれ実永、覚順房宥実と名乗った。1人は伊達氏の家臣古内氏（元国分氏重臣。盛重の娘の嫁ぎ先）の養子に入り、古内重広として近世初期の仙台藩政を支えた。

## 秋田伊達家
盛重とその養子からなる子孫は伊達氏を名乗って代々佐竹氏に仕え、秋田伊達家となった。なお、秋田武鑑では石高1,000石で後に527石、家格引渡二番坐。佐竹東家出身の養子宣宗以降は実質的に佐竹一族色が濃い。
出羽秋田藩（久保田藩）の家老や相手番を勤めたことや、菩提寺は白馬寺、家紋は九曜紋、処宗の次男と敦重の次三男が国分氏を称したのが確認できる。また、「三百藩家臣人名事典」では国分姓を嫡子以外の男子に伝えたとある。
元和8年（1622年）の大眼宗の指導者厳中の捕縛に失敗して宣宗の代で一旦断絶となるが、息子の隆宗が家名再興を許されて再興。
秋田武鑑で確認できる歴代当主は以下の通り。尚、宣宗以降の歴代当主は佐竹氏宗家当主より偏諱の授与を受けており、< より右側、太斜字 の人物が1字を与えた人物である。原則的に通字は｢宗｣（むね）。
1. 伊達盛重(三河守)
2. 伊達宣宗(左門。実は佐竹義久(中務大輔)三子) < 佐竹義宣
3. 伊達隆宗(外記) < 佐竹義隆
4. 伊達處時（処時）(一十郎) < 佐竹義處（義処）
5. 伊達處宗（処宗）(備前。実は佐竹義秀(中務)四子で秋田新田藩主佐竹義道叔父。相手番を勤める) < 佐竹義處
6. 伊達峯宗(備前。佐竹義敦の家老) < 佐竹義峯
7. 伊達敦宗(外記。相手番を勤める) < 佐竹義敦
8. 伊達敦重(外記。敦宗弟。相手番を勤める) < 佐竹義敦
9. 伊達和宗(彦九郎。敦重の子。) < 佐竹義和

## 系譜

### 同時代的史・資料に現れる国分氏の人物
- 国分淡路守
- 国分広政
- 国分宗政
- 国分宗元
- 国分盛重

### 佐久間義和「平姓国分系図」に見える系統
兄弟、注記まで含めた詳しいものは、胤通から盛重の曾孫までに限り、(佐々木 1950, §.「中世の仙台地方」)に収録されている。
1. 国分胤通
2. 国分胤茂
3. 国分胤重
4. 国分胤光
5. 国分重胤
6. 国分盛胤
7. 国分胤輔
8. 国分胤経
9. 国分盛経
10. 国分盛忠
11. 国分盛行
12. 国分盛綱
13. 国分胤実
14. 国分宗政
15. 国分盛氏
16. 国分盛顕
17. 国分盛重

### 古内氏所蔵の「平姓国分系図」に見える系譜
1. 国分胤通
2. 国分胤継
3. 国分常通
4. 国分常治
5. 国分忠治
6. 国分忠清
7. 国分重清
8. 国分重氏
9. 国分重隆
10. 国分常隆
11. 国分重頼
12. 国分忠頼
13. 国分常信
14. 国分常政
15. 国分宗政
16. 国分盛氏
17. 国分盛重